# Национална академия за театрално и филмово изкуство
Националната академия за театрално и филмово изкуство „Кръстьо Сарафов“ (известна и с широко използваното съкращение НАТФИЗ) е специализирано висше училище в град София. До 1995 г. академията носи името Висш институт за театрално изкуство и съответно е известна със съкращението ВИТИЗ.

## История
Националната академия за театрално и филмово изкуство е едно от висшите училища в България, което влияе върху развитието на българската култура.
На 09.04.1942г. с указ №14 на Цар Борис III, в ДВ., бр. 74 е утвърден закон за театрите. С него е прието създаване на „Театрална школа“ към Народен театър. Същата е открита на 22.11.1942г. в Аулата на Софийския университет. На 16.10.1943г., ДВ. бр.233, е приет правилник на „Държавна театрална школа“. С постановление на Министерски съвет от 28 януари 1948 г. „Държавната театрална школа“ при Народния театър в София се трансформира в Държавно висше театрално училище. Първият випуск се състои от 22 студенти, които следват актьорско майсторство.
Желаещите да следват актьорско майсторство и броят на театрите в страна значително се увеличават през първите години след промяната на политическата система. През следващите две години 9 са студентите, изучаващи режисура, и 16 – театрознание. Първата сграда на Академията днес се намира на столичния булевард „Васил Левски“. Училището е именовано като Висш институт за театрално изкуство през 1951 г. През 1955 г. на института е предоставено ново здание с три сцени и редица аудитории. 

## Ректори
- 1948 – 1952: проф. Димитър Митов;
- 1952 – 1953: проф. Любомир Тенев;
- 1953 – 1954: проф. Боян Дановски;
- 1954 – 1961: проф. Димитър Митов;
- 1961 – 1964: проф. Желчо Мандаджиев;
- 1964 – 1968: проф. д.ф.н. Васил Колевски;
- 1968 – 1970: проф. Стефан Каракостов;
- 1970 – 1976: проф. Иван Чипев;
- 1976 – 1981: чл.-кор. проф. д.и. д.ф.н. Кръстьо Горанов;
- 1981 – 1987: проф. Надежда Сейкова;
- 1987 – 1989: проф. Енчо Халачев;
- 1989 – 2001: проф. Христо Руков;
- 2001 – 2003: проф. Здравко Митков;
- 2003 – 2011: проф. д-р Станислав Семерджиев;
- 2011 – 2015: проф. д.н. Любомир Халачев;
- 2015 – 2024: проф. д-р Станислав Семерджиев
- 2024 – настояще: Чл.-кор. проф. д.ф.н. Мирослав Дачев

## Специалности

### Бакалавърска степен
- Актьорство за драматичен театър
- Актьорство за куклен театър
- Анимация
- Драматургия
- Екранни изследвания и журналистика
- Режисура за куклен театър
- Режисура за драматичен театър
- Сценичен и екранен дизайн
- Театрознание и театрален мениджмънт
- Театър на движението
- Филмов и телевизионен монтаж
- Филмов и телевизионен звук
- Филмова и телевизионна режисура
- Филмово и телевизионно операторство
- Филмов и телевизионен дизайн
- Филмово и телевизионно продуцентство
- Фотография
- Сценография за куклен театър
- Театрална продукция

### Магистърска степен
- Режисура в сценичните изкуства
- Мениджмънт в екранните изкуства
- Мениджмънт в сценичните изкуства
- Театрално изкуство
- Филмово и телевизионно изкуство
- Актьорско майсторство за театър и кино
- Публична реч
- Режисура в куклено-театралните практики
- Образователен и терапевтичен куклен театър
- Естетика на приложната фотография
- Екранна режисура